# Protriticites
Protriticites es un género de foraminífero bentónico de la subfamilia Fusulinellinae, de la familia Fusulinidae, de la superfamilia Fusulinoidea, del suborden Fusulinina y del orden Fusulinida. Su especie tipo es Protriticites globulus. Su rango cronoestratigráfico abarca el Kasimoviense (Carbonífero superior).

## Discusión
Clasificaciones más recientes incluyen Protriticites en la subclase Fusulinana de la clase Fusulinata.

## Clasificación
Se han descrito numerosas especies de Protriticites. Entre las especies más interesantes o más conocidas destacan:
- Protriticites globulus †

Un listado completo de las especies descritas en el género Protriticites puede verse en el siguiente anexo.